# Relations nasrido-ottomanes

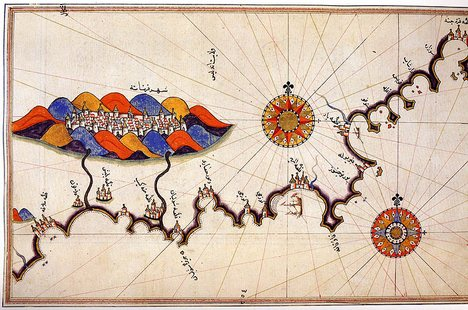
Carte de Grenade par le cartographe Ottoman Piri Reis, XVe siècle.

Les relations nasrido-ottomanes sont survenues pendant les dernières années du XVe siècle, la dynastie nasride a essayé d'obtenir l'aide de l'Empire ottoman contre la Reconquista en Espagne.

## Contexte
Les Ottomans ont étendu leur influence jusqu'en Méditerranée occidentale, notamment avec l'invasion ottomane d'Otrante en Italie en 1480-81, interrompue par la mort du sultan Mehmed II.
Cette expansion turque fut une menace directe pour la couronne espagnole, en plus de Fernando, qui dut gérer la présence musulmane dans le sud de l'Espagne, le royaume de Cordoue. Cela a encouragé l'Espagne à traiter les mudéjars de manière plus sévère, en les désarmant, et leur interdisant l'accès aux forteresses.
Les Turcs ont continué leurs incursions dans l'ouest de la Méditerranée. Il y avait des rumeurs de la venue d'une flotte turque en 1484, ils ont attaqué Malte en 1488. Fernando a renforcé les défenses de la Sicile, comme réponse, et a même fait une alliance temporaire avec les mamelouks contre les Ottomans, à partir de 1488 jusqu'en 1491, convoyant du blé et offrant une flotte de 50 caravelles contre les Ottomans.

## Mission diplomatique et expédition navale

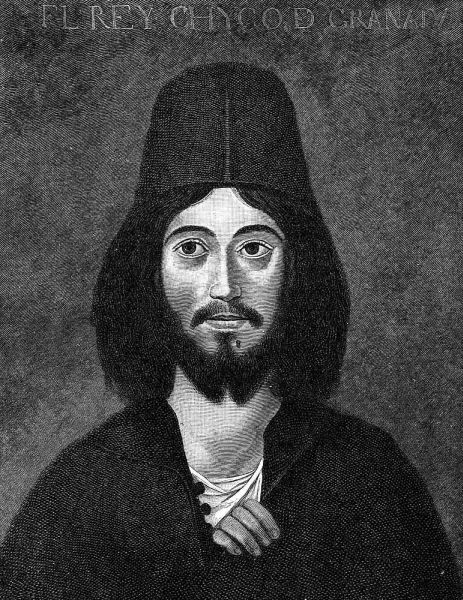
Le dernier souverain nasride, Boabdil, a demandé de l'aide aux Ottomans, et aux mamelouks contre l'inquisition espagnole.

En 1487, les Nasrides de Grenade avaient envoyé des émissaires aux Ottomans, et aussi aux mamelouks, afin d'obtenir de l'aide contre la Reconquista espagnole. Le messager envoyé aux mamelouks est Ibn al-Azraq. Deux émissaires ont été envoyés à l'Empire ottoman, l'un de Játiva, et un certain Pacoret de Paterna.

### Intervention navale
Des plans ont été apparemment faits pour les troupes ottomanes, pour un débarquement à Valence, où ils devraient se joindre à 200 000 mudéjars contre les Espagnols. Bajazet II était cependant bien trop occupé à l'est, en particulier avec les mamelouks, pour prêter un grand support aux musulmans d'Espagne. En réponse aux demandes nasrides, Bajazet II a envoyé un de ses meilleurs amiraux, Kemal Reis avec une flotte, en Méditerranée occidentale. Ce fut la première implication ottomane dans l'ouest de la Méditerranée. Il est dit qu'il a été en contact direct avec les musulmans de Grenade, sur les côtes d'Espagne. Jusqu'en 1495, Kemal Reis a réalisé des raids sur la côte espagnole, sa flotte était basée à Bouna, Béjaïa et Djerba, en Algérie et en Tunisie, alors sous domination ottomane (à vérifier...). Kemal transportait aussi de nombreux réfugiés musulmans de la côte de l'Espagne vers l'Afrique du Nord. Kemal Reis a ensuite été rappelé par Bajazet en 1495.
Grenade est finalement tombée en 1494 (chute de Grenade en 1492, pourquoi 1494 ?), après la bataille de Grenade. Les mudéjars continuèrent à avoir des contacts avec les Ottomans, même en 1502. Boabdil a émigré en Afrique du Nord, avec 6 000 autres musulmans en 1493.

### Réception des réfugiés
De nombreux réfugiés en provenance du royaume nasride de Grenade ont été autorisés par les Ottomans à s'installer en tant que réfugiés dans l'Empire ottoman. Parmi eux, le Juif Moïse Hamon, qui est devenu un célèbre médecin à la cour ottomane. Bajazet II a proclamé que dans tout l'Empire, les réfugiés seraient les bienvenus. Il a accordé aux réfugiés la permission de s'établir dans l'Empire ottoman et de devenir citoyens ottomans. Il a critiqué la conduite de Ferdinand II d'Aragon et de Isabelle de Castille. Il a dit à ses courtisans :  « il  a appauvri son propre pays et enrichi le miens ! ».

## Conséquence
La victoire espagnole dans la péninsule Ibérique, et la menace perçue pour les possibles incursions espagnoles en Afrique du Nord, ont forcé les Maghrébins à faire appel aux Ottomans, notamment les frères Barberousse. Les Espagnols ont mis les pieds en Afrique du Nord avec la capture de Melilla en 1497. Les frères Barberousse viendront au secours des indigènes, et des arabes, en reprenant le contrôle d'Alger, Béjaïa, Cherchell, ainsi que tout l'ouest algérien, séduit par la protection dont bénéficiaient les Algériens sous souveraineté ottomane, beaucoup d'autres Algériens aideront les Ottomans à s'installer dans la région.